# Остров Белогушев
Остров Белогушев е покритият предимно с лед остров край западния бряг на остров Рено в островите Биско, Антарктика, простиращ се на 1,3 км в посока югоизток-северозапад и 850 м в посока югозапад-североизток. Площта му е 68 ха. Островът е образуван в края на първото десетилетие на XXI век в резултат на отдръпването на ледената шапка на остров Рено.
Обектът е кръстен посмъртно на българския геолог Васил Белогушев (1947 – 2019) за подкрепата му за българската антарктическа програма.

## Местоположение
Белогушевият остров е с локация 65°46′02″ ю. ш. 66°08′58″ з. д. / 65.767222° ю. ш. 66.149444° з. д., което е на 11,5 км северно от Lively Point и на 11,5 км юг-югозапад от Maurstad Point.